# Pécsváradi-patak
A Pécsváradi-patak Pécsváradon ered, Baranya vármegyében. A patak forrásától kezdve délkeleti, majd déli irányban halad Szellőig, ahol beletorkollik a Karasica-patakba.
A Pécsváradi-patak vízgazdálkodási szempontból az Alsó-Duna jobb part Vízgyűjtő-tervezési alegység működési területéhez tartozik.
A patakba torkollik a Zengővárkonyi-patak. A patak útja során áthalad a Szilágypusztai-halastón. 

## Part menti települések
- Pécsvárad
- Erzsébet
- Szellő